# Карынжарык
Карынжарык — пустынная впадина между Мангыстауским полуостровом и Устюртом. Расположена на территории Каракиянского района Мангыстауской области. Растянулась с севера на юго-запад на 130—160 км, ширина 24—40 км. Площадь 2 тыс. км². Песчаные холмы, образовавшиеся в результате размельчения основных пород, достигают 5—15 м в высоту. Отдельные места превратились в соленые озера, солончаки. Климат континентальный, средняя температуры января — 5-6°С, июля 27°С. Годовое количество осадков около 120—155 мм. Растут полынь, солянка и др. Западная часть приподнята, высота до 200 м Мангыстауское плато. Произрастают боялыч, полынь, белый саксаул и др. На севере впадина переходит в плоскогорье Карабаур. Используется как пастбище для скота.